# Le Fantôme de Lord Barington

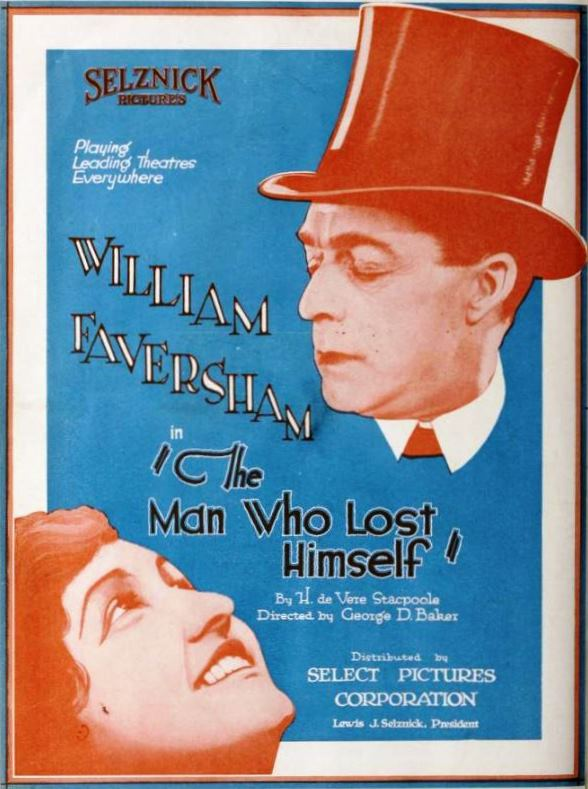
Affiche du film

Le Fantôme de Lord Barington (The Man Who Lost Himself) est un film américain réalisé par Clarence G. Badger et George D. Baker, sorti en 1920. Il a fait l'objet d'un remake en 1941 par Edward Ludwig.

## Synopsis
Victor Jones, un américain, se retrouve sans le sou et bloqué à Londres. Il rencontre le comte de Rochester, et la ressemblance entre eux deux est si perceptible que même des amis confondent Jones avec le comte. Le comte est séparé de sa femme et de sa famille, doit de grosses sommes d'argent et est considéré sous un mauvais jour par ses connaissances. Il enivre Jones et l'envoie au manoir de Rochester, puis se suicide. Jusqu'à ce que Jones reçoive une note écrite par le comte avant sa mort, il ne comprend pas sa position. Après avoir lu la note, Jones commence immédiatement à se faire passer pour le comte, mais révèle plus tard cette imposture. Cependant, il est tombé amoureux de la veuve du comte et ils décident de résider aux États-Unis.

## Fiche technique
- Titre original : The Man Who Lost Himself
- Réalisation : Clarence G. Badger, George D. Baker
- Scénario :  George D. Baker d'après le roman de 1918 The Man Who Lost Himself d'Henry De Vere Stacpoole[2]
- Production : William Faversham, Lewis J. Selznick
- Photographie : Lucien N. Andriot
- Distributeur : Selznick Pictures
- Durée : 50 minutes (5 bobines)[3]
- Dates de sortie : 
  - États-Unis : 30 mai 1920
  - France : 3 décembre 1920

## Distribution

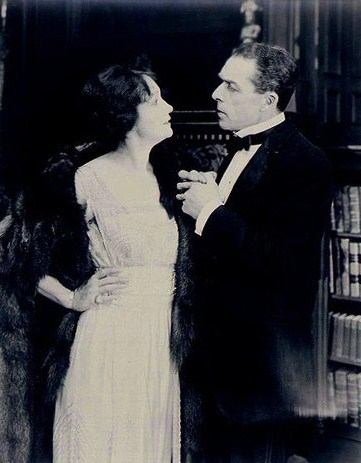
William Faversham et Hedda Hopper dans une scène du film.

- William Faversham : Victor Jones / Earl of Rochester
- Hedda Hopper : Comtesse de Rochester
- Violet Reed : Lady Plinlimon
- Radcliffe Steele : Sir Patrick Spence
- Claude Payton : Prince Maniloff
- Mathilde Brundage : la mère de Rochester
- Emily Fitzroy : la tante de Rochester
- Downing Clark : l'oncle de Rochester